# Rachel Gold

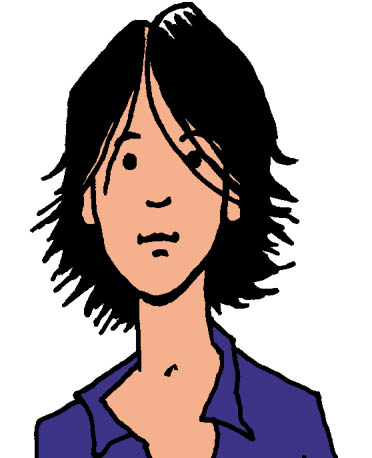
Rachel Gold, Selbstporträt

Rachel Gold (* 1978 in Tel Aviv, Israel) ist eine fiktive österreichische politische Karikaturistin, Grafikerin und Cartoonistin. In diesen Sparten arbeitet sie sowohl als Zeichnerin als auch als Texterin.
Rachel Gold ist – mit eigenständigem Zeichenstil und eigener „Biografie“ – das Pseudonym des Karikaturisten Markus Szyszkowitz.
Sie arbeitet für die Tiroler Tageszeitung und die Wiener Zeitung, in denen sie Beiträge publiziert.

## Biographisches
Aufgewachsen in Israel, wohnt Rachel Gold nach Angaben ihrer fiktiven Biographie seit 1999 in Wien, der Geburtsstadt ihres Großvaters. Seit 2004 ist sie freischaffende Künstlerin. Oktober 2008 begann sie, politische Karikaturen für die Wiener Zeitung zu zeichnen, schon im November folgte die Tiroler Tageszeitung und von August 2009 bis März 2010 zeichnete sie auch regelmäßig für die Kleine Zeitung. Bei ihrer ersten  Ausstellung, gemeinsam mit Klaudia Wanner, im Theater am Alsergrund hielt am 11. September 2009 Jutta Pichler, Leiterin des Karikaturmuseums Krems, die Eröffnungsrede. Seit Februar 2011 werden ihre Cartoons auch regelmäßig auf „Daryl Cagle's Political Cartoonists Index“ von MSNBC publiziert und syndikatmäßig vertreten.

## Politisches Engagement
Gold ist zusammen mit u. a. Michael Wittmann und Harald Havas Gründungsmitglied von „Comics gegen Rechts“, einer Initiative österreichischer Comic-Zeichner, um „ein Zeichen gegen die in der letzten Zeit gehäuften Vorfälle von rechten und rechtsextremen ‚Ausrutschern‘ und Manifestationen aller Art zu setzen.“

## Publikationen
- Rachel Gold: Politische Cartoons 2008 - 2009. Verlag Fassbaender, Wien 2009, ISBN 978-3-902575-22-7

## Ausstellungen
- 2009: Cartoons – Karikaturen im Theater am Alsergrund; Eröffnung durch Jutta Pichler, Leiterin des Karikaturmuseums Krems.
- 2011: AUF INS MUSEUM! DIE JUBILÄUMSSCHAU, 10 Jahre Karikaturmuseum Krems[7];

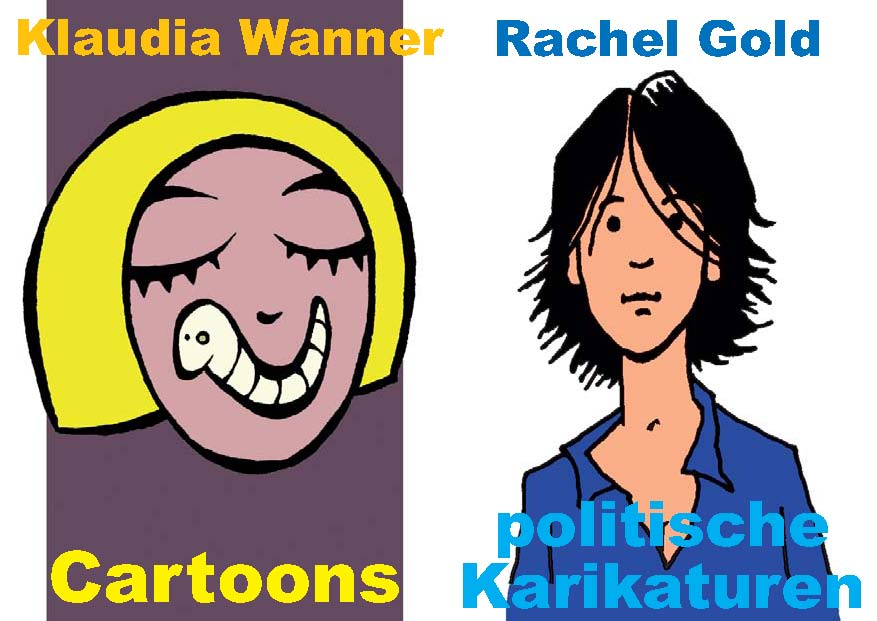
Ausstellung 2009, Einladungskarte
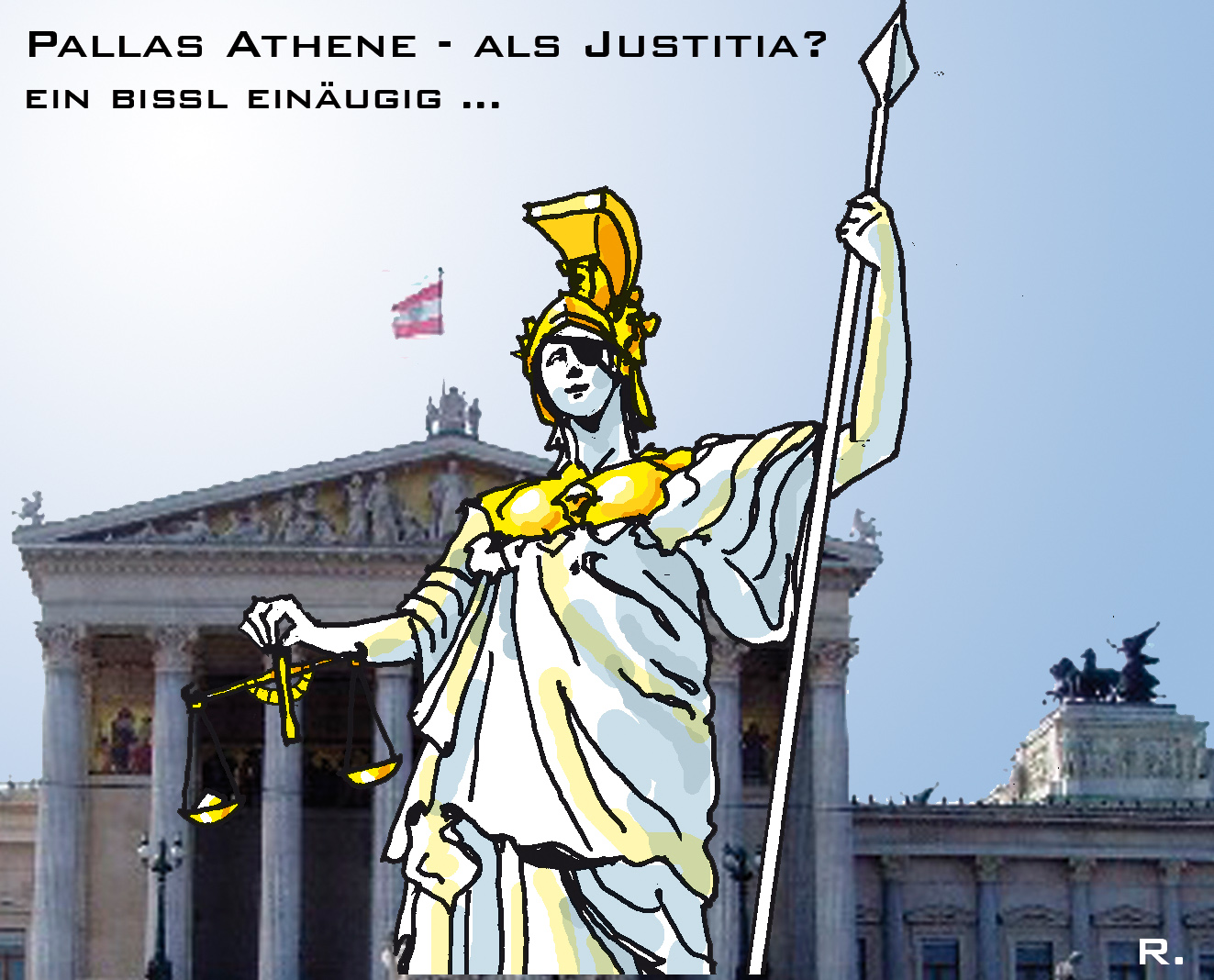
„Pallas Justitia“, Tiroler Tageszeitung, 17. August 2009
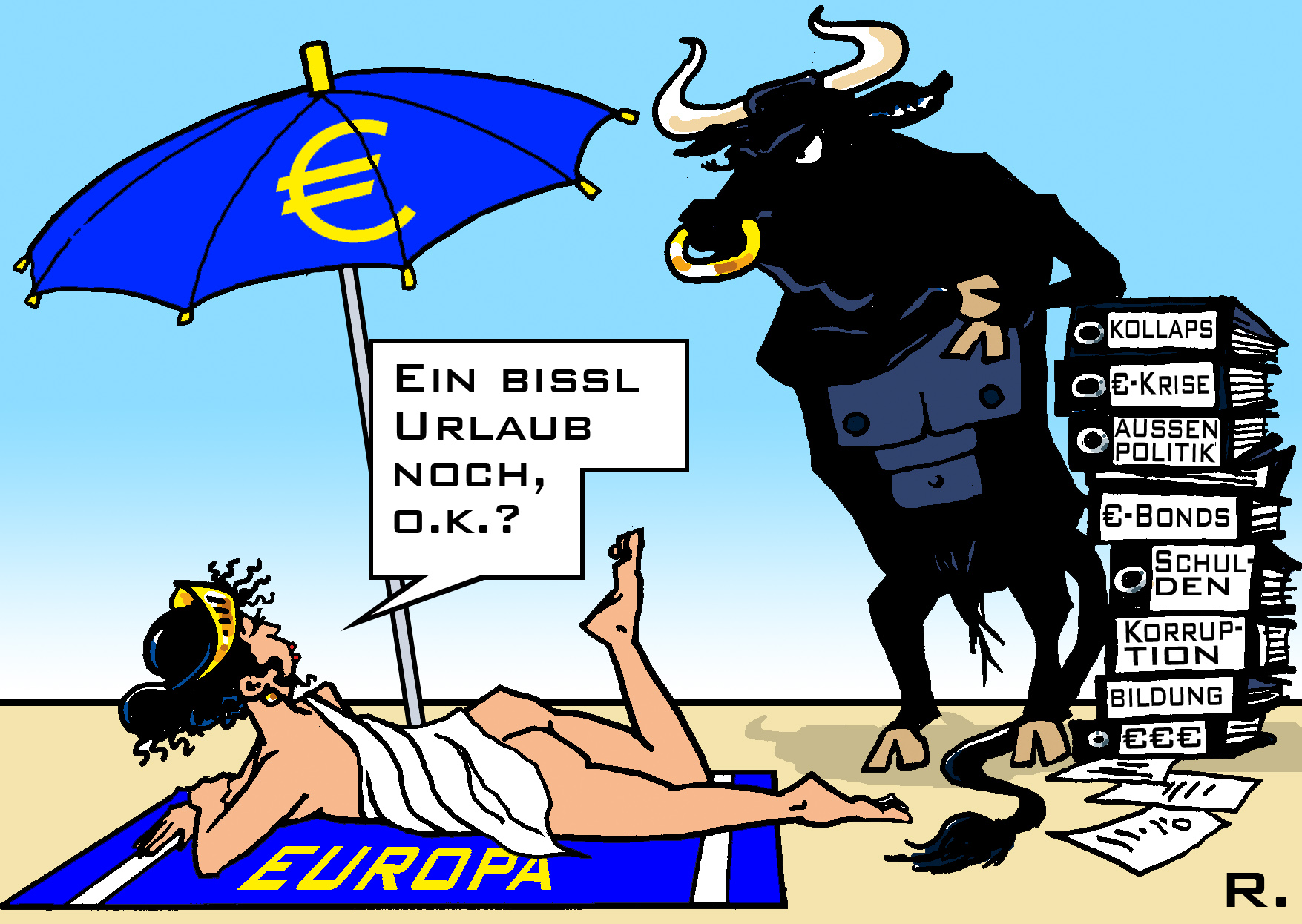
„Urlaubsende“, Tiroler Tageszeitung, 4. September 2011
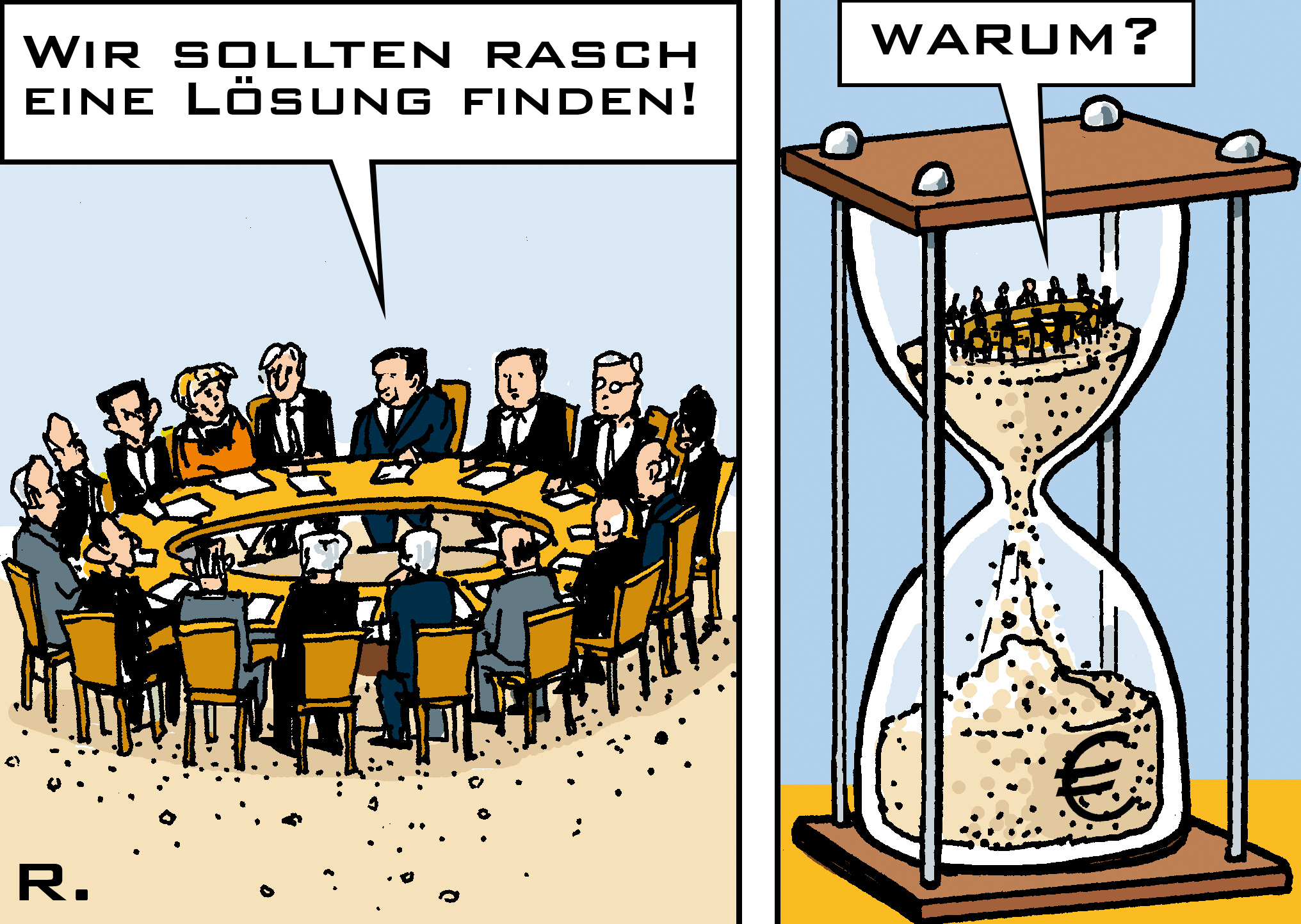
„Euro-Gipfel“, Tiroler Tageszeitung, 23. Oktober 2011
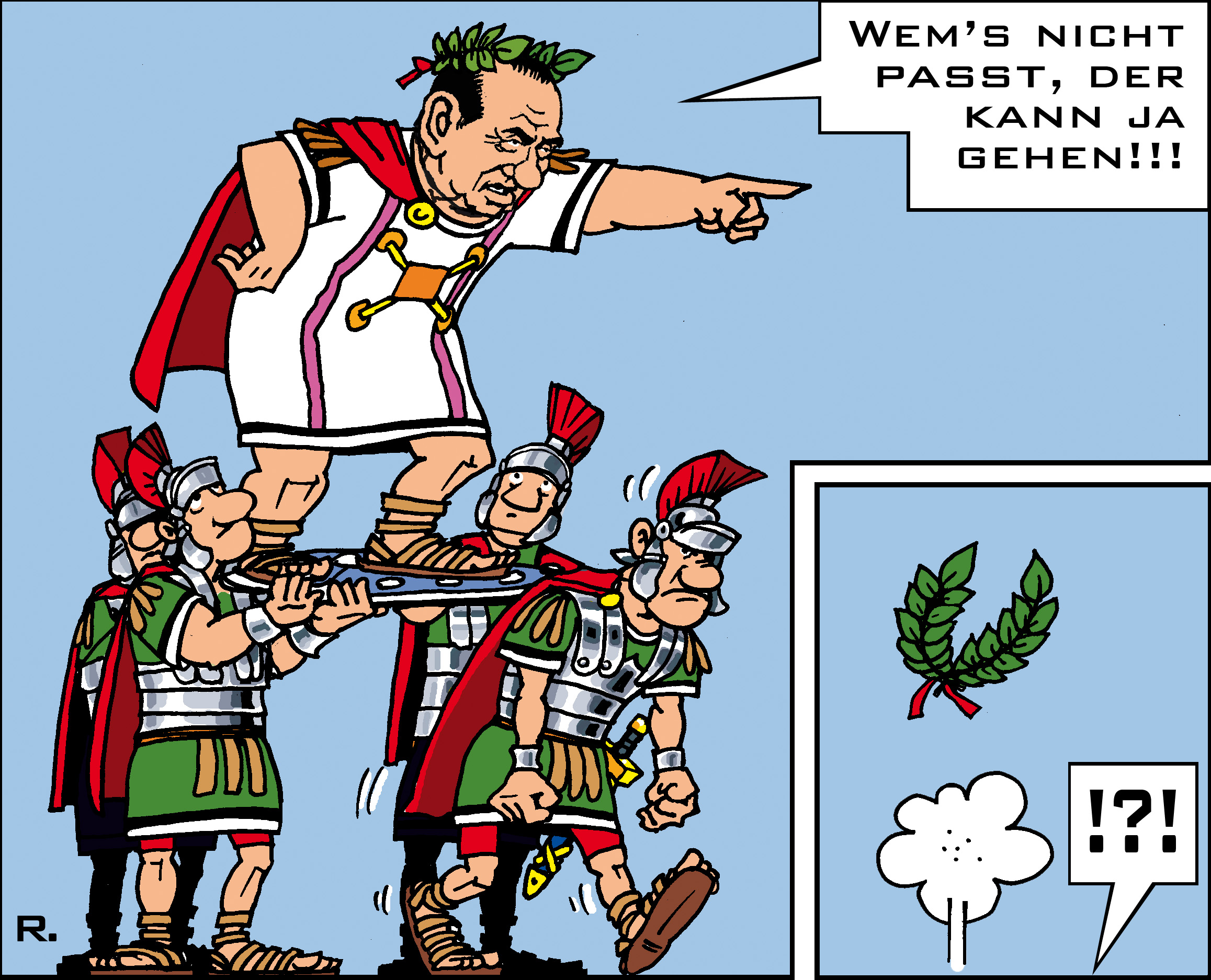
„Caesars Schild“, Tiroler Tageszeitung, 6. November 2011
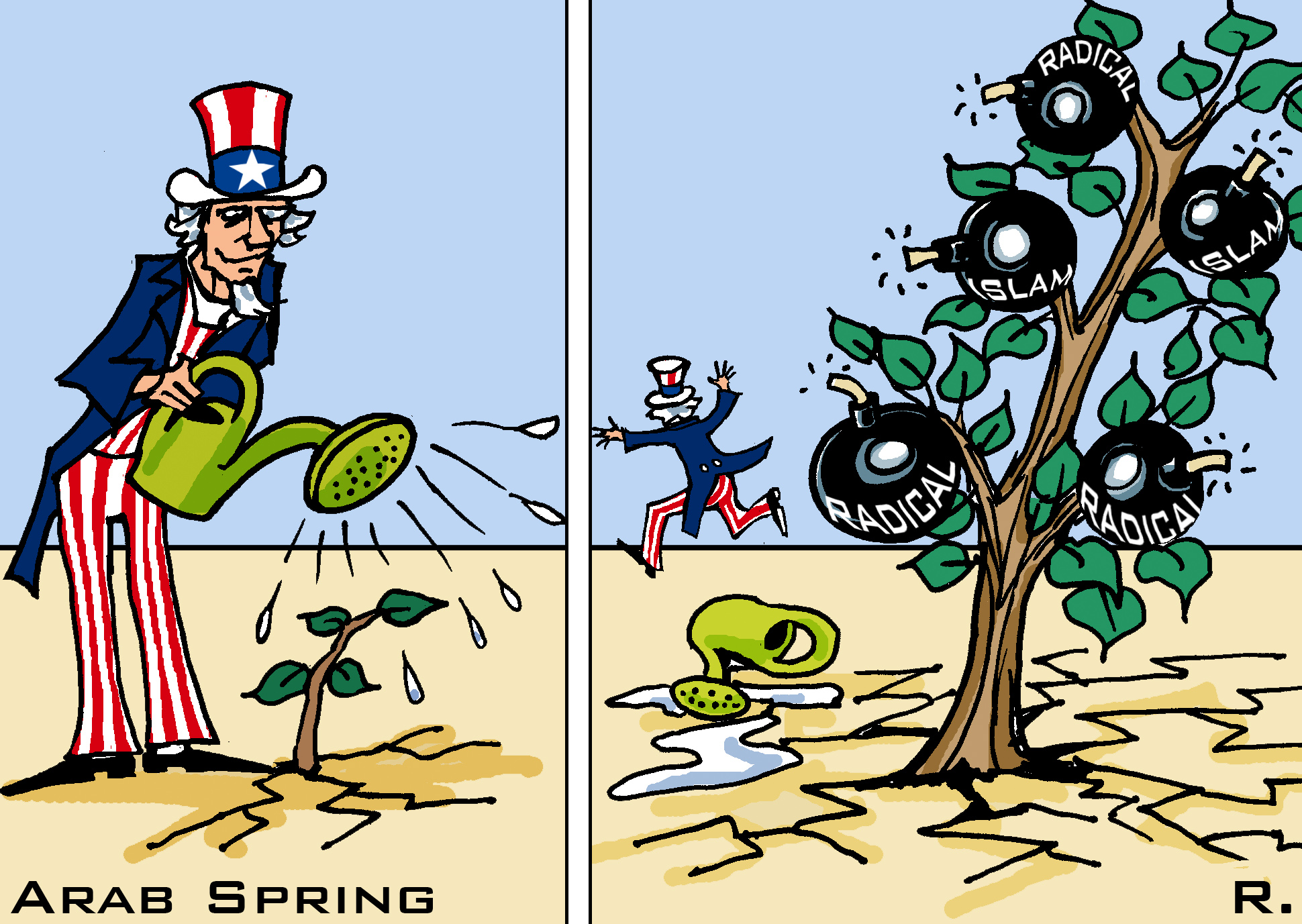
„Arabische Früchte“, Tiroler Tageszeitung, 16. September 2012
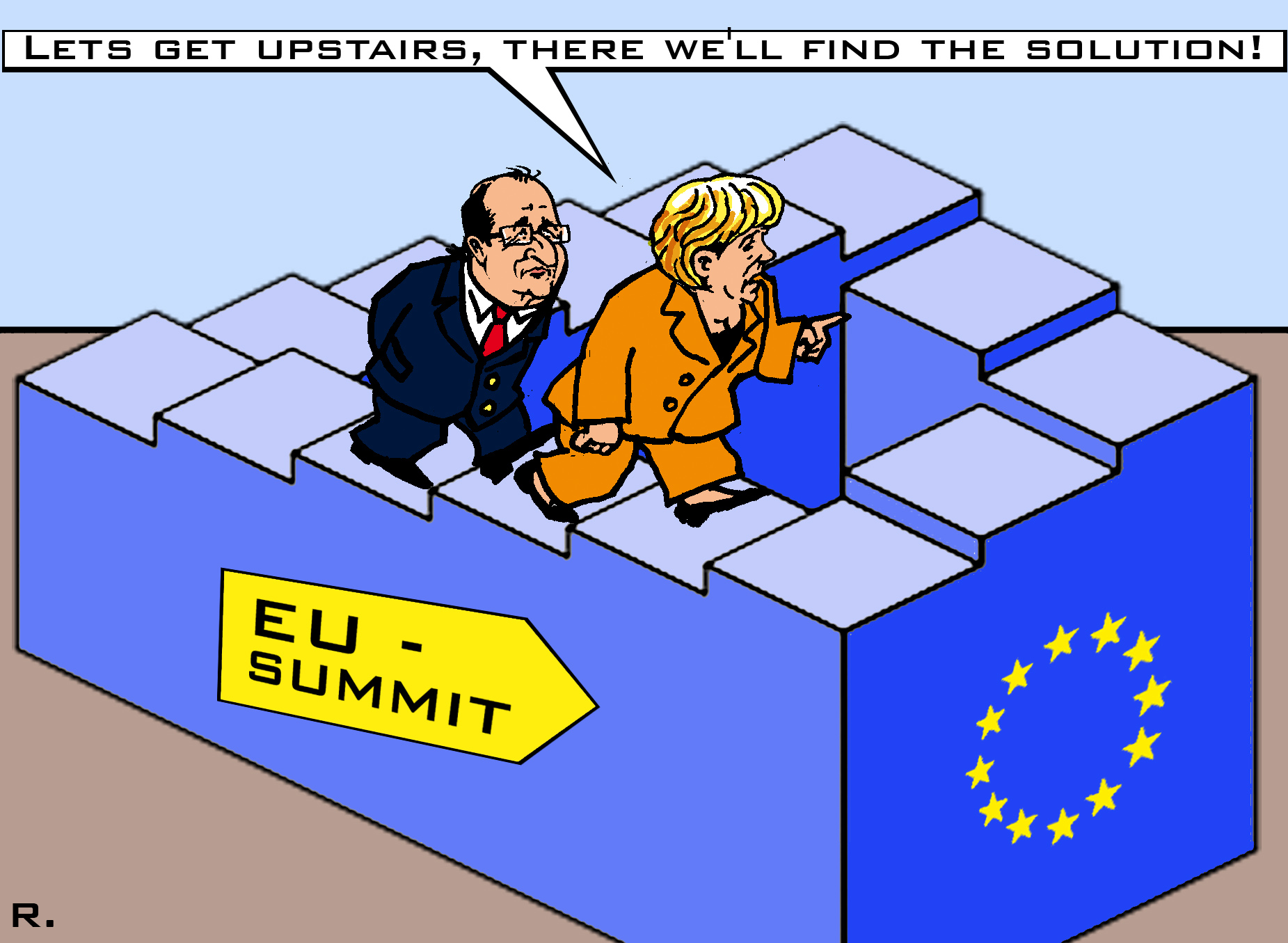
„EU-Gipfel“, Tiroler Tageszeitung, 21. Oktober 2012
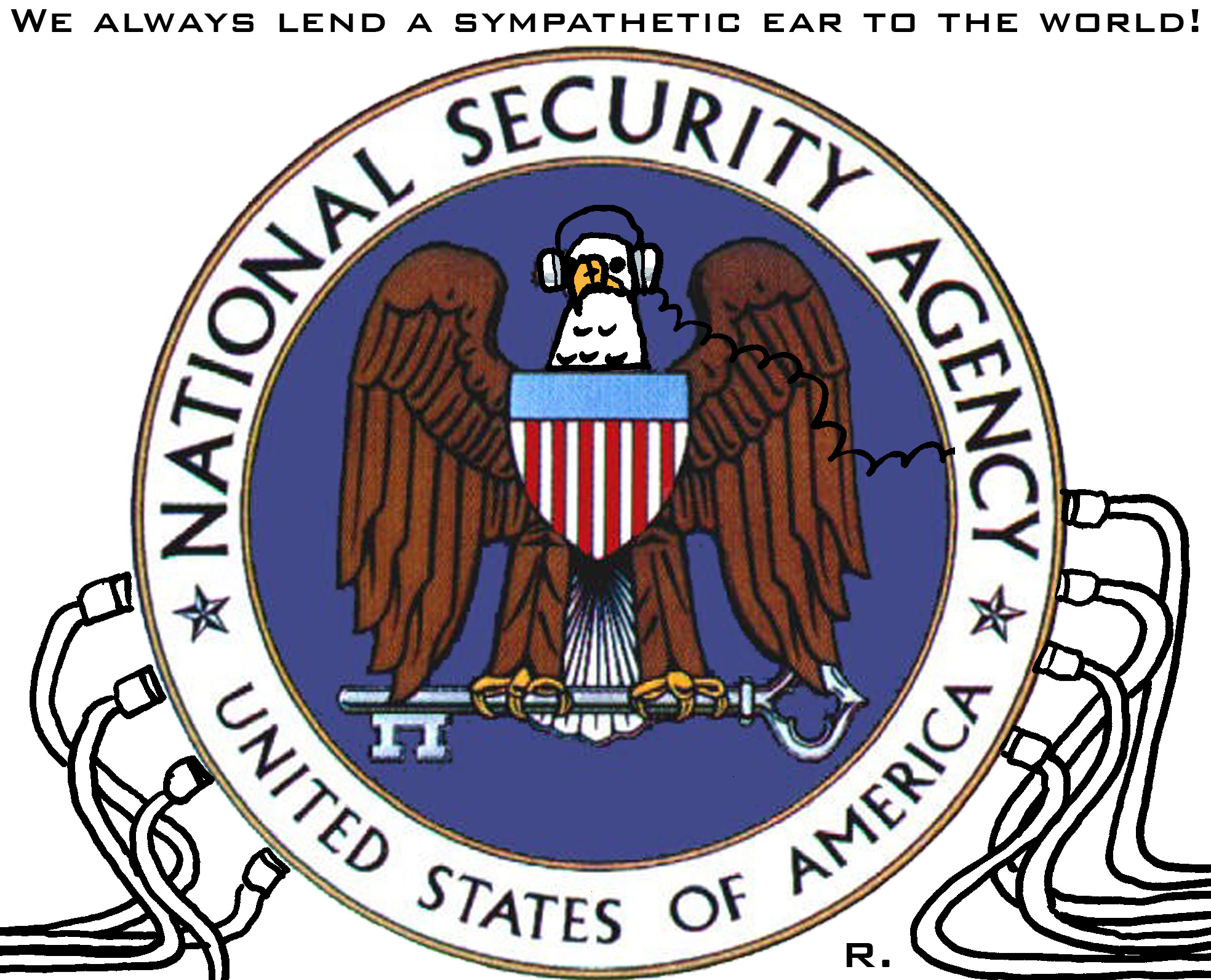
„NSA“, Tiroler Tageszeitung, 1. Juli 2013
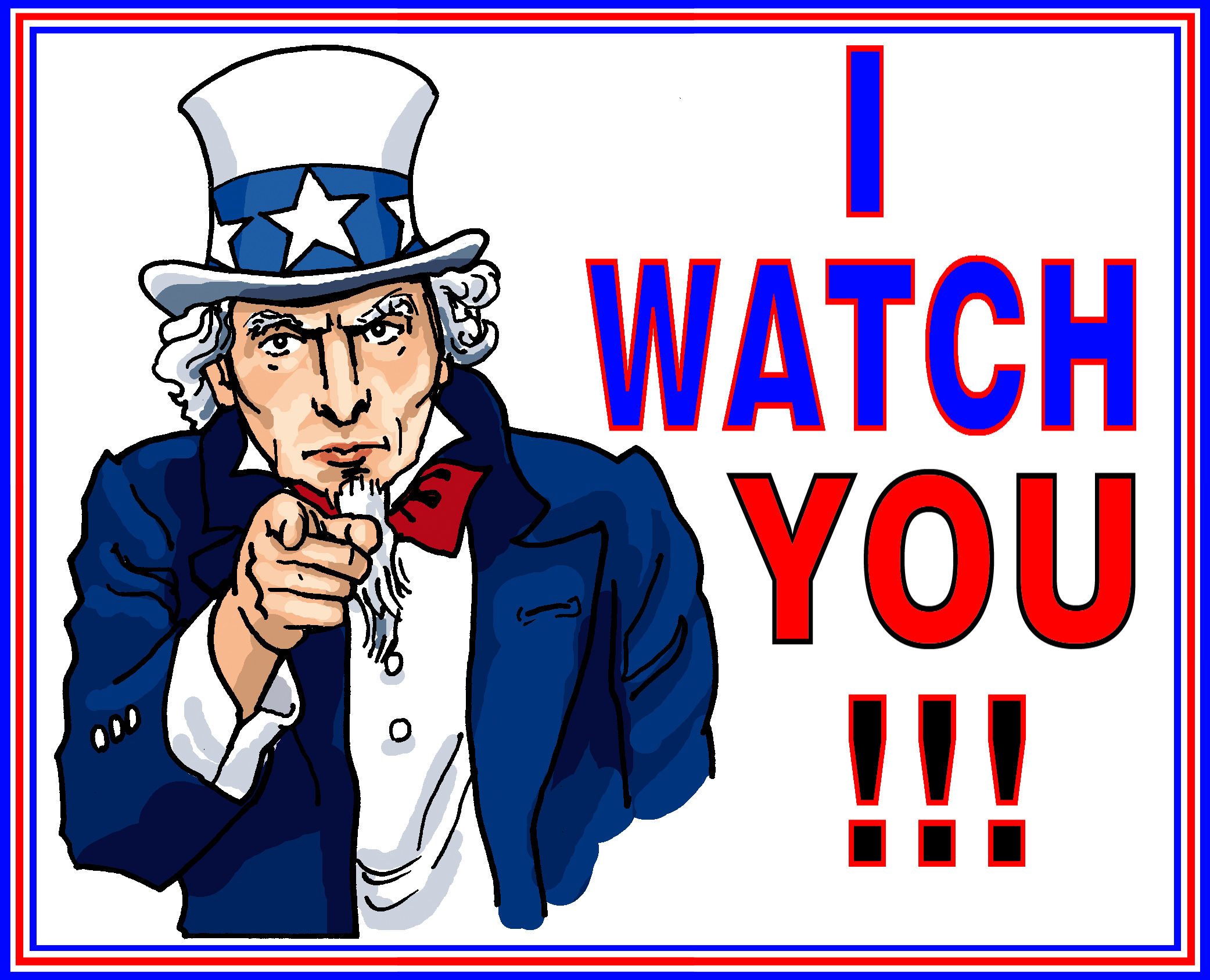
„Uncle Sam“, Tiroler Tageszeitung, 27. Oktober 2013
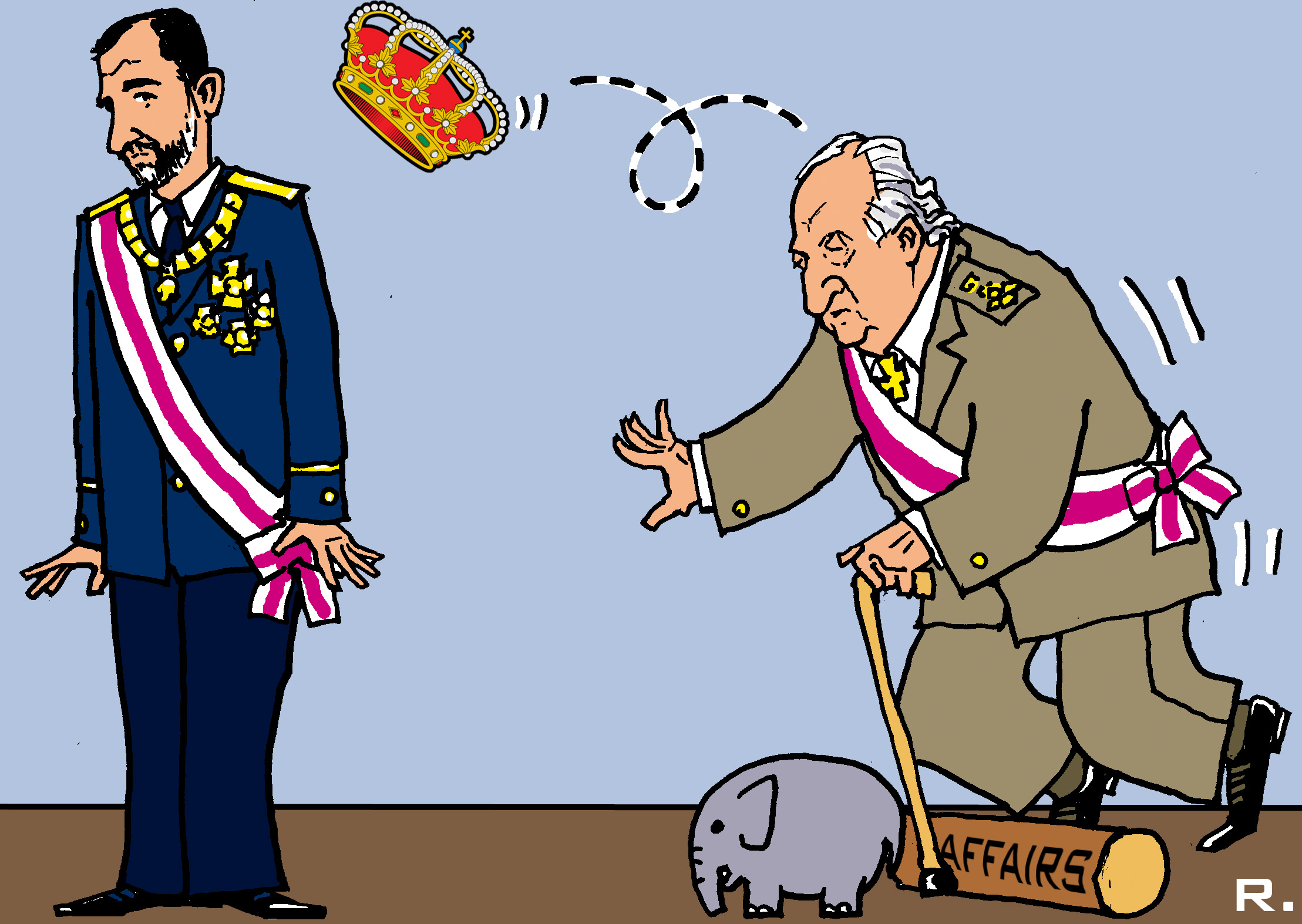
„Spanische Thron-Übergabe“, Tiroler Tageszeitung, 7. Juni 2014
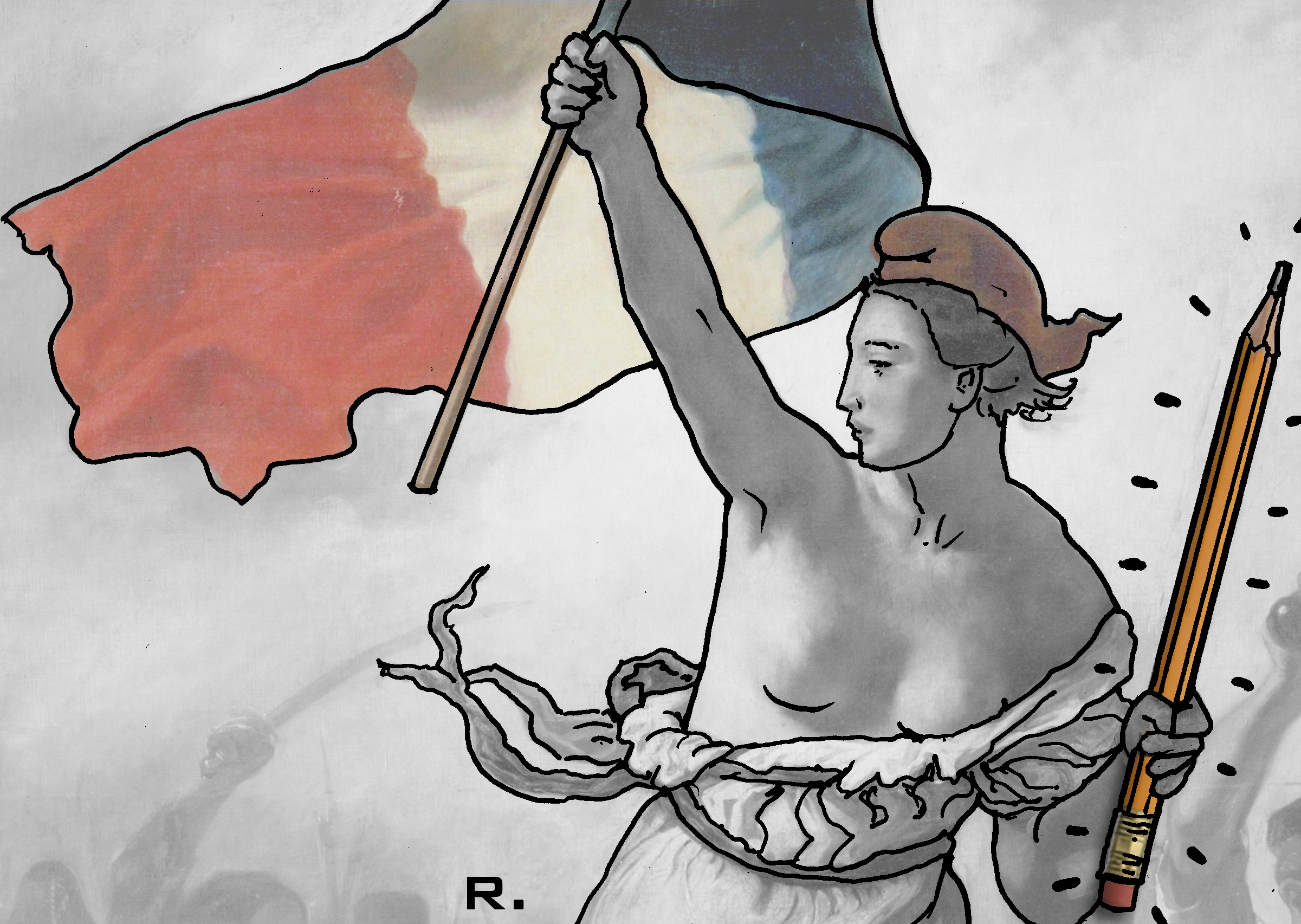
„Marianne 2015“, Tiroler Tageszeitung, 9. Januar 2015
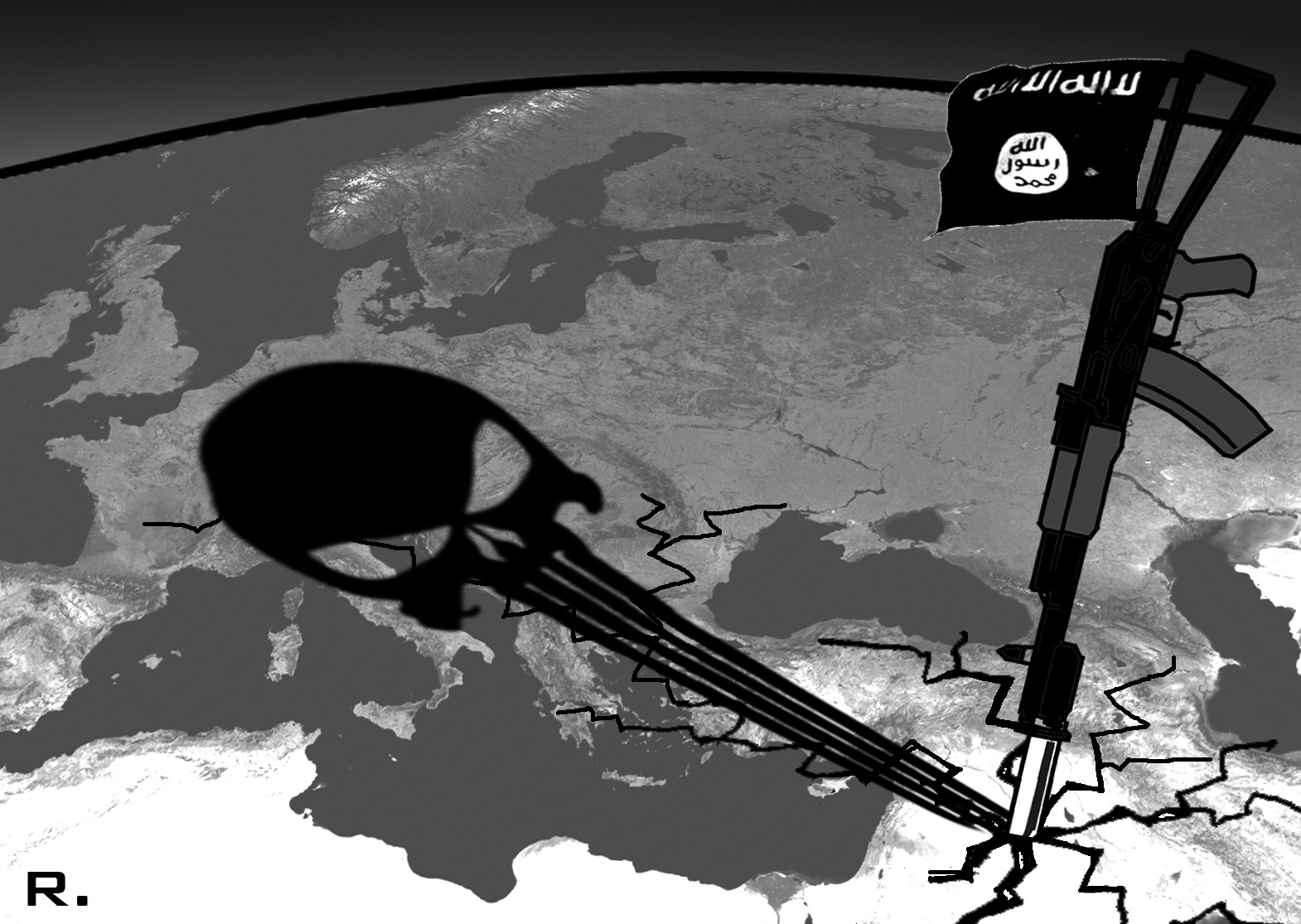
„Der Schatten des Terrors“, Tiroler Tageszeitung, 21. November 2015
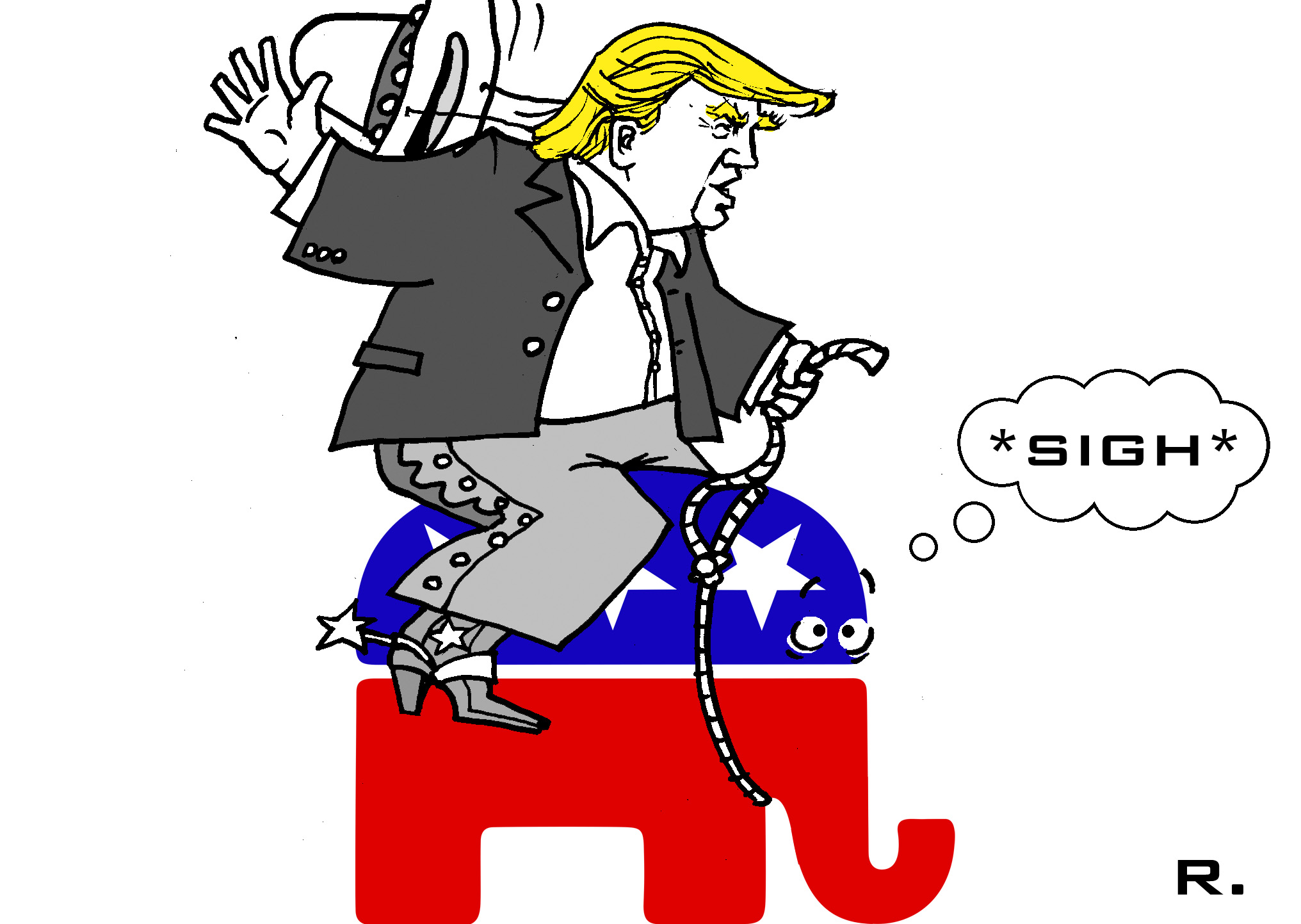
„Unloved Rider“, Tiroler Tageszeitung, 5. März 2016
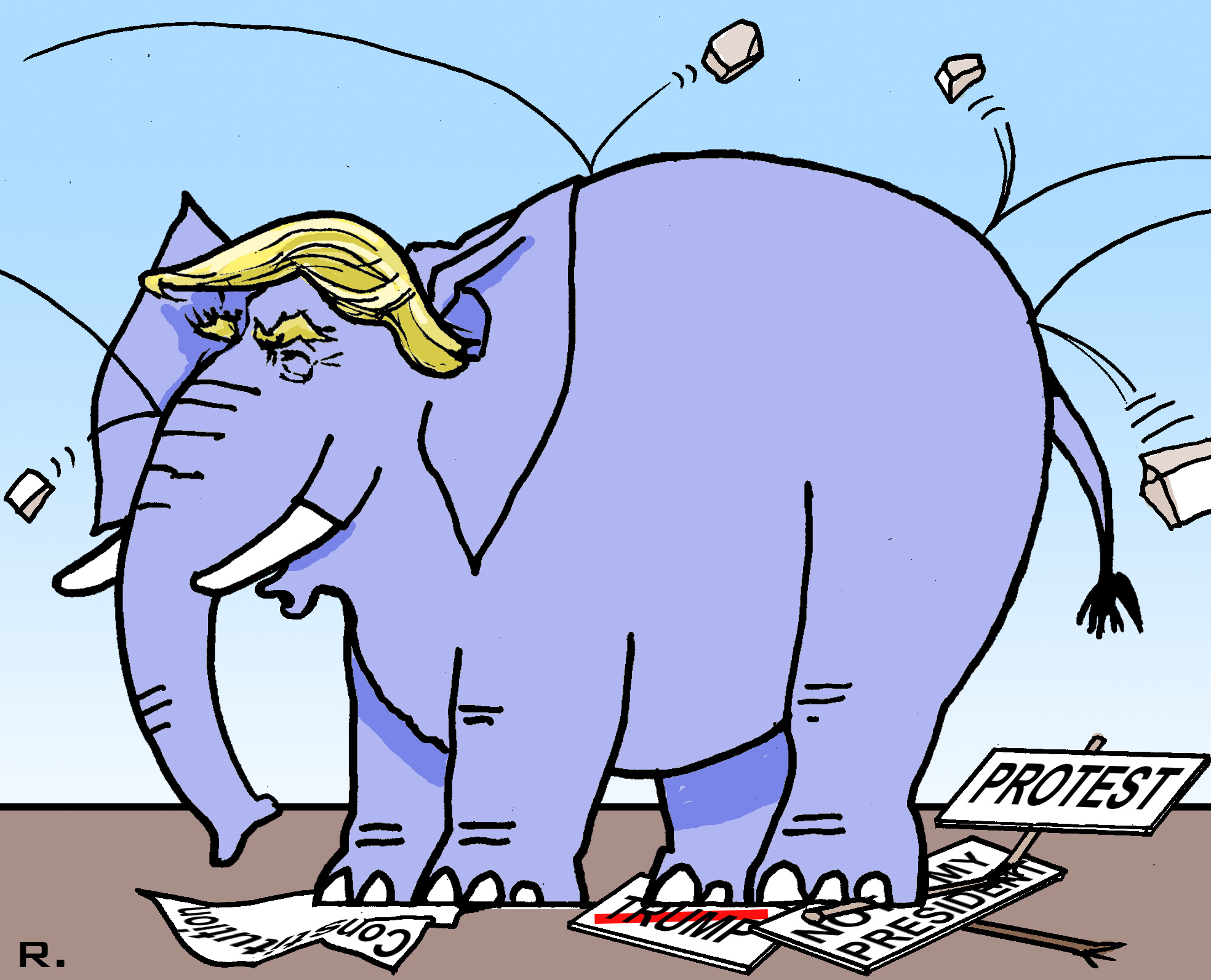
„Kritik-resistent“, Tiroler Tageszeitung, 1. Februar 2017
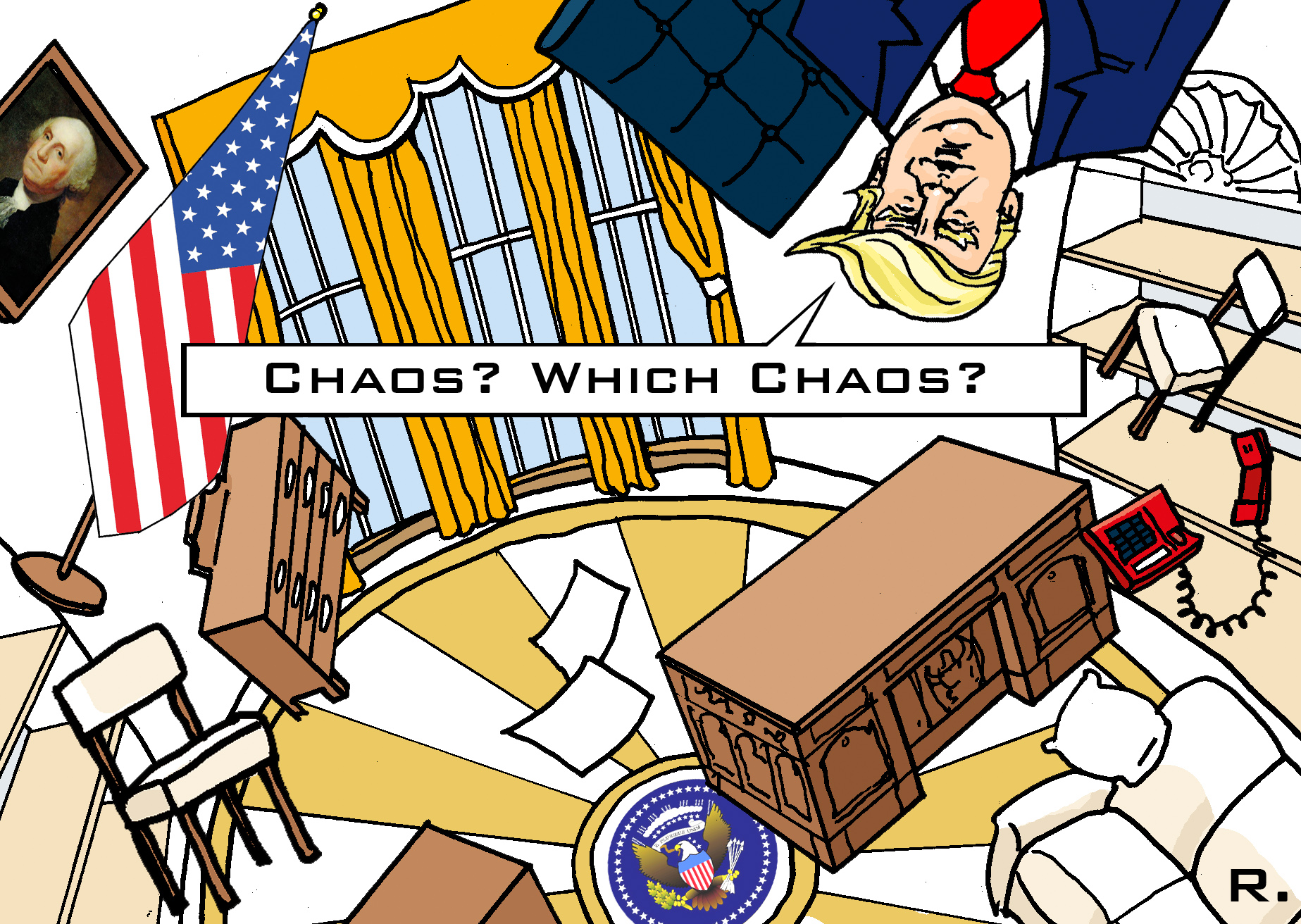
„Chaos-Administration“, Tiroler Tageszeitung, 19. Februar 2017
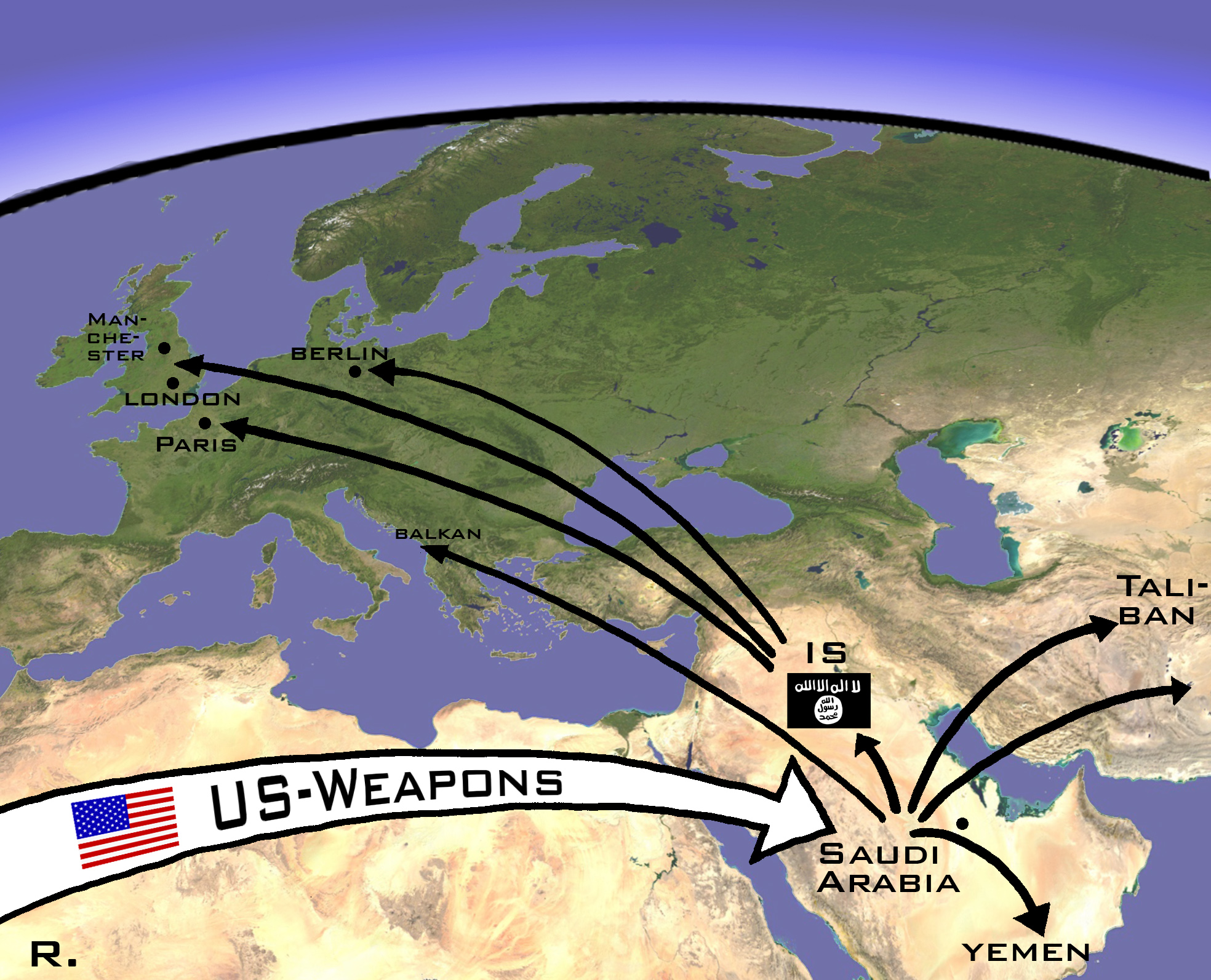
„Waffen für den Terror“, Tiroler Tageszeitung, 24. Mai 2017
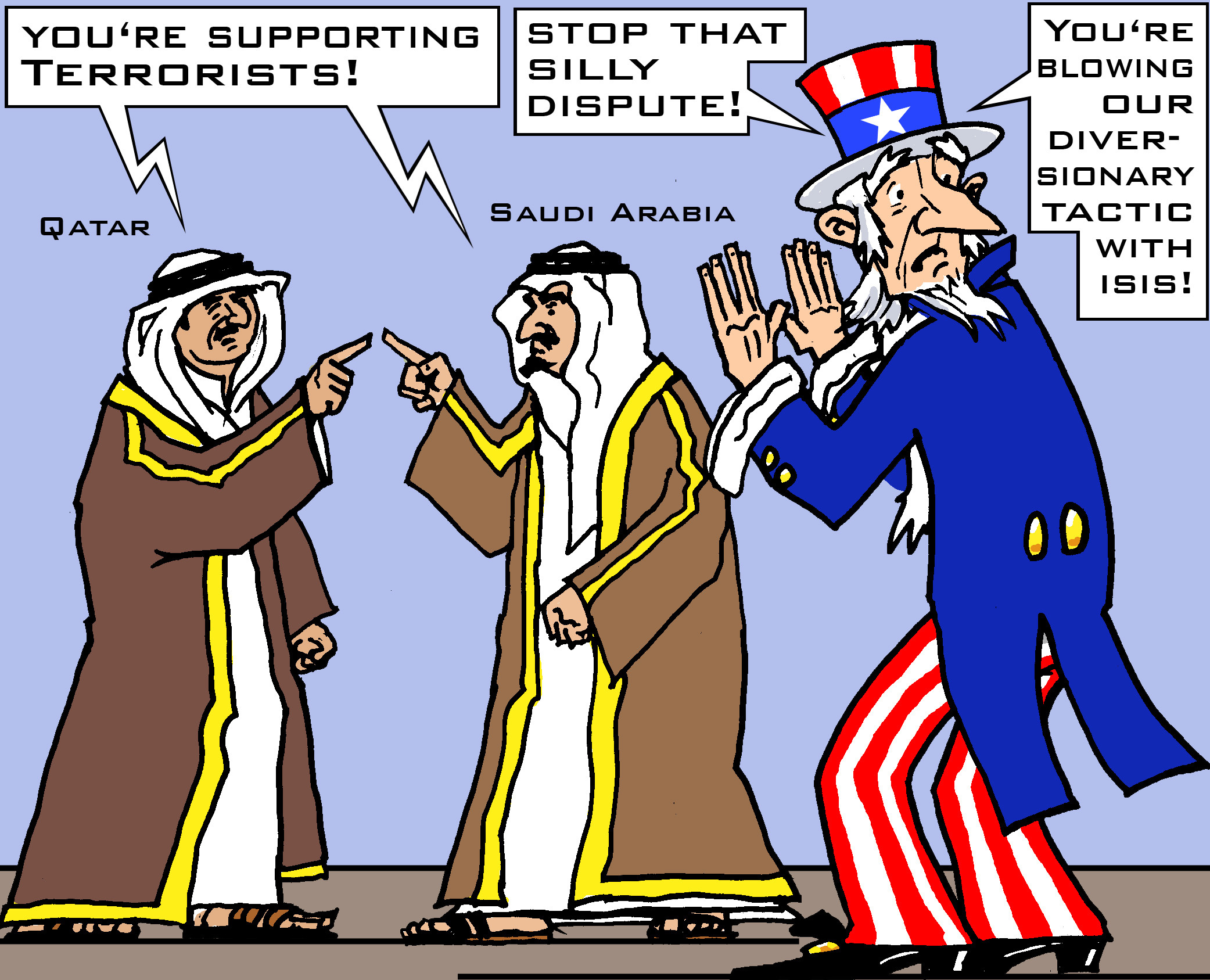
„Verräterischer Streit“, Tiroler Tageszeitung, 6. Juni 2017
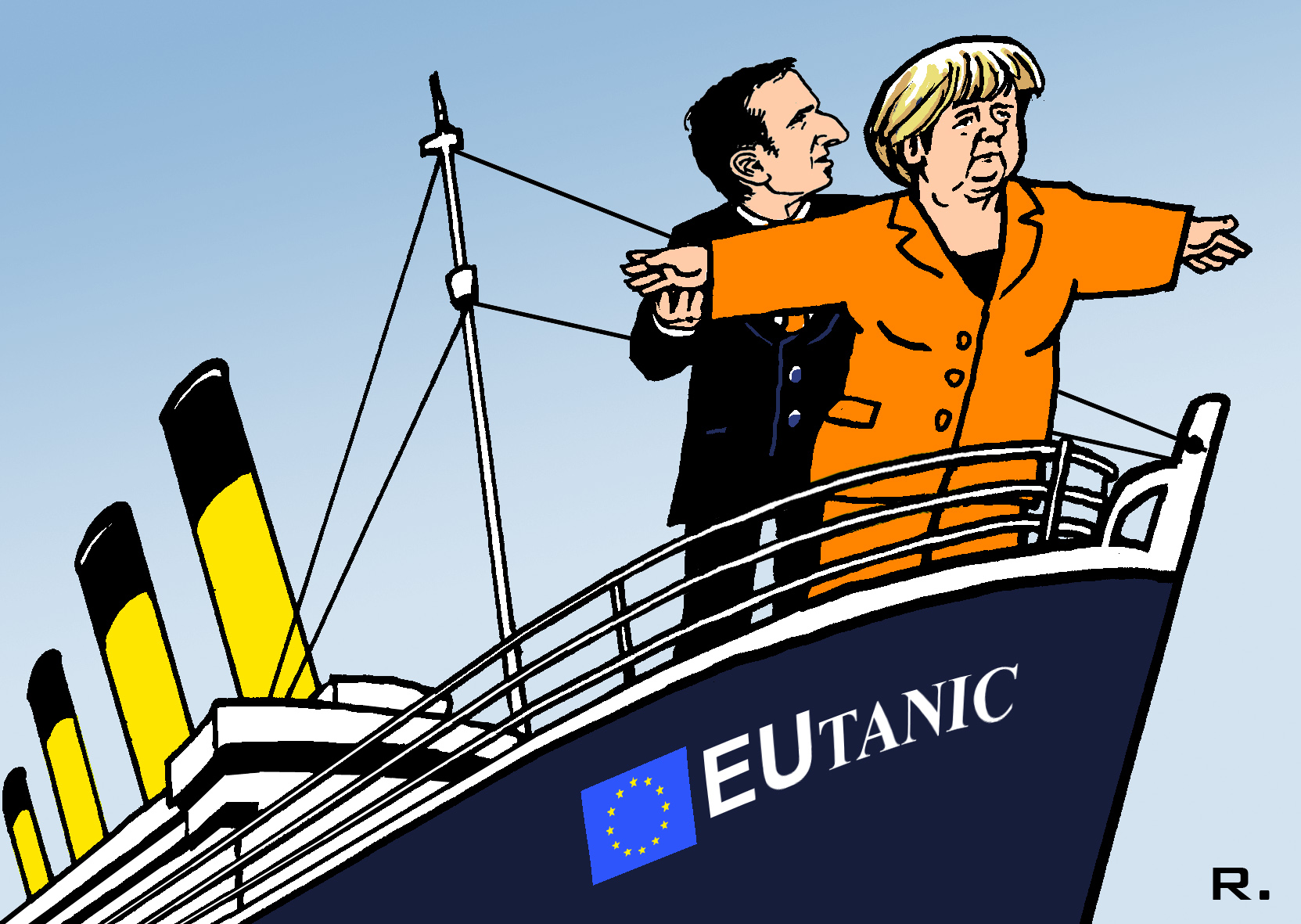
„Mercron“, Tiroler Tageszeitung, 24. Juni 2017
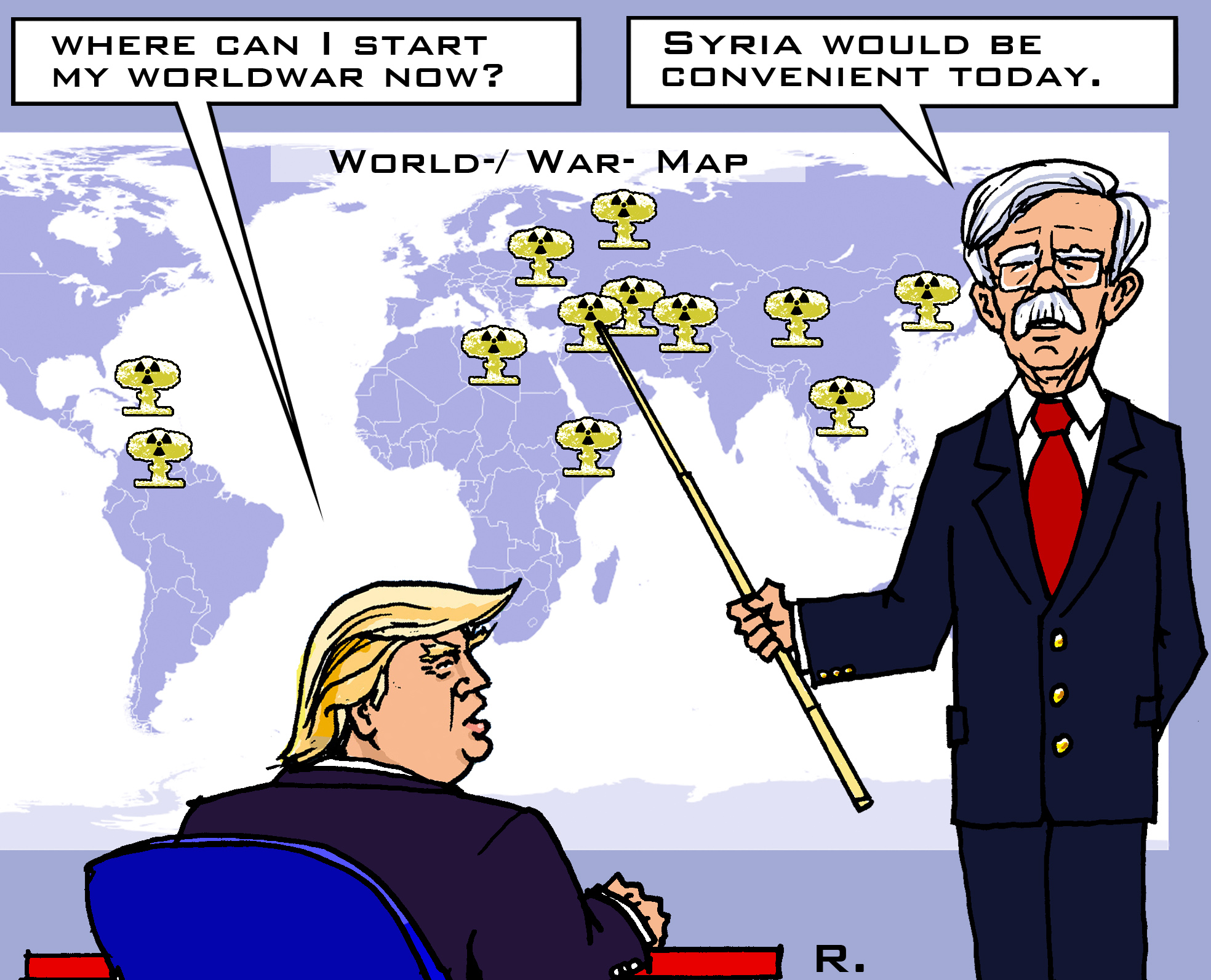
„Nukleare Welt-Wetter-Lage“, Tiroler Tageszeitung, 10. April 2018
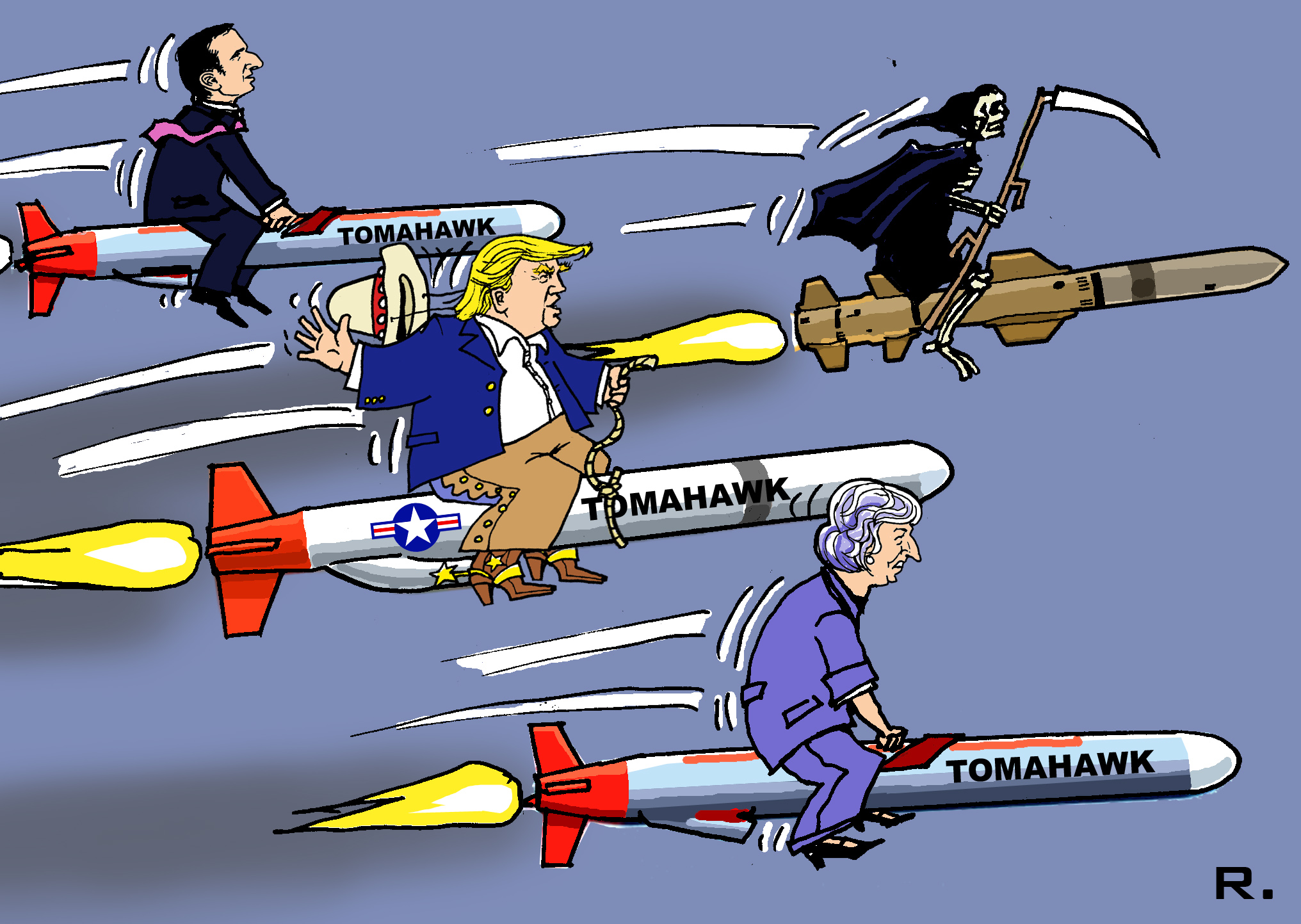
„Die Apokalyptischen Reiter“, Tiroler Tageszeitung, 15. April 2018
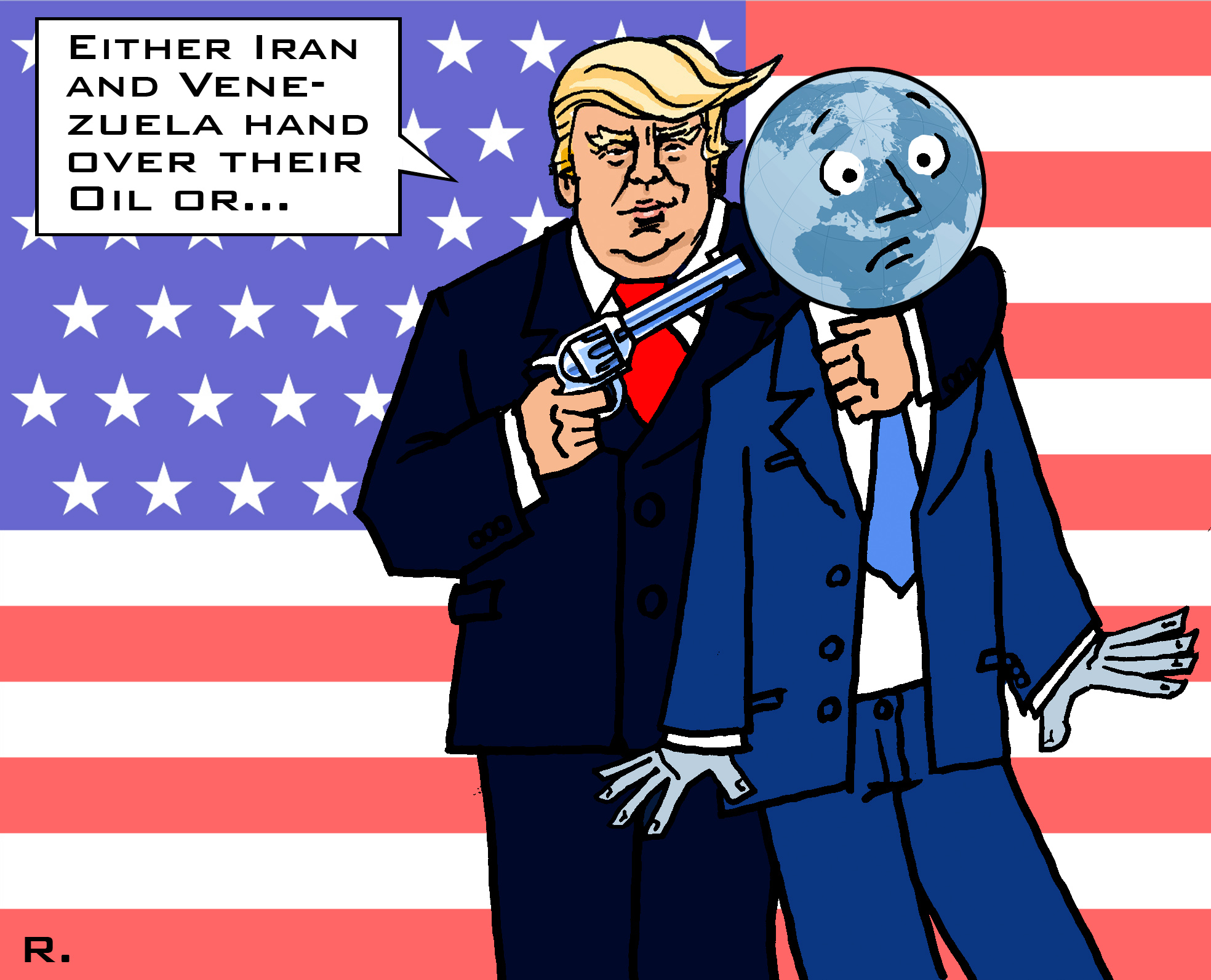
„US-Außenpolitik“, Tiroler Tageszeitung, 24. Mai 2018
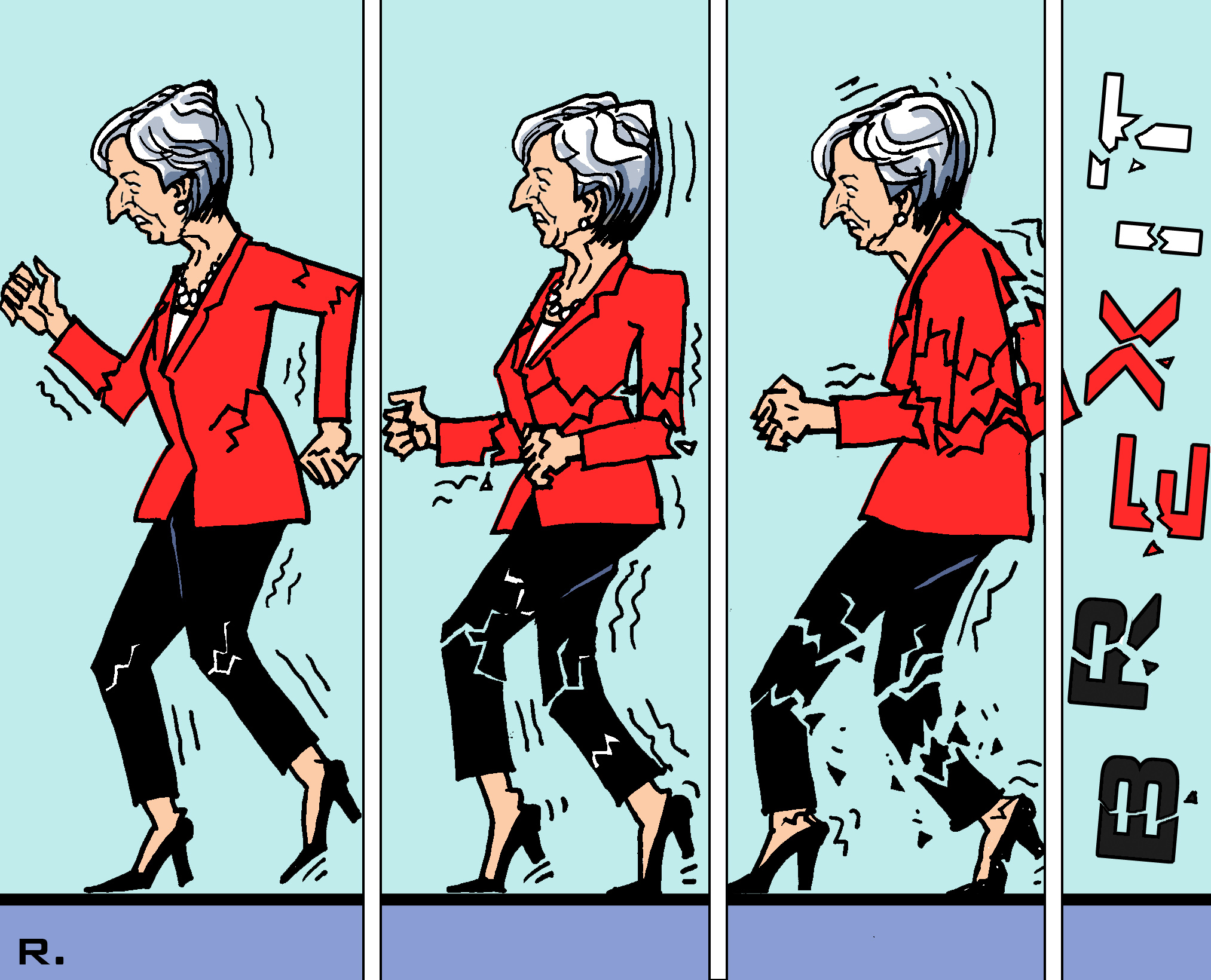
„Break-Dance into Brexit“, Tiroler Tageszeitung, 4. Oktober 2018
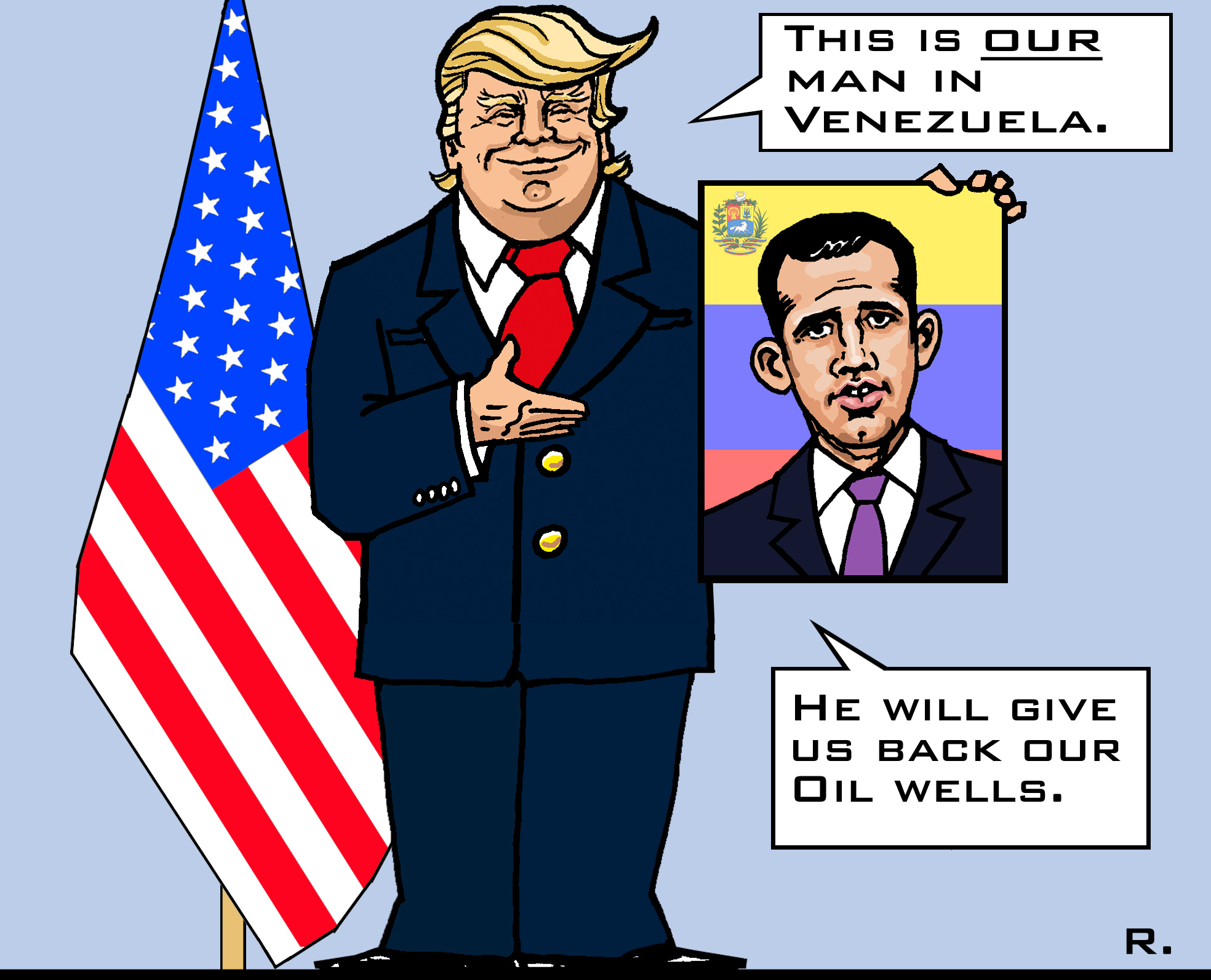
„Regime-Change in Venezuela“, Tiroler Tageszeitung, 24. Januar 2019
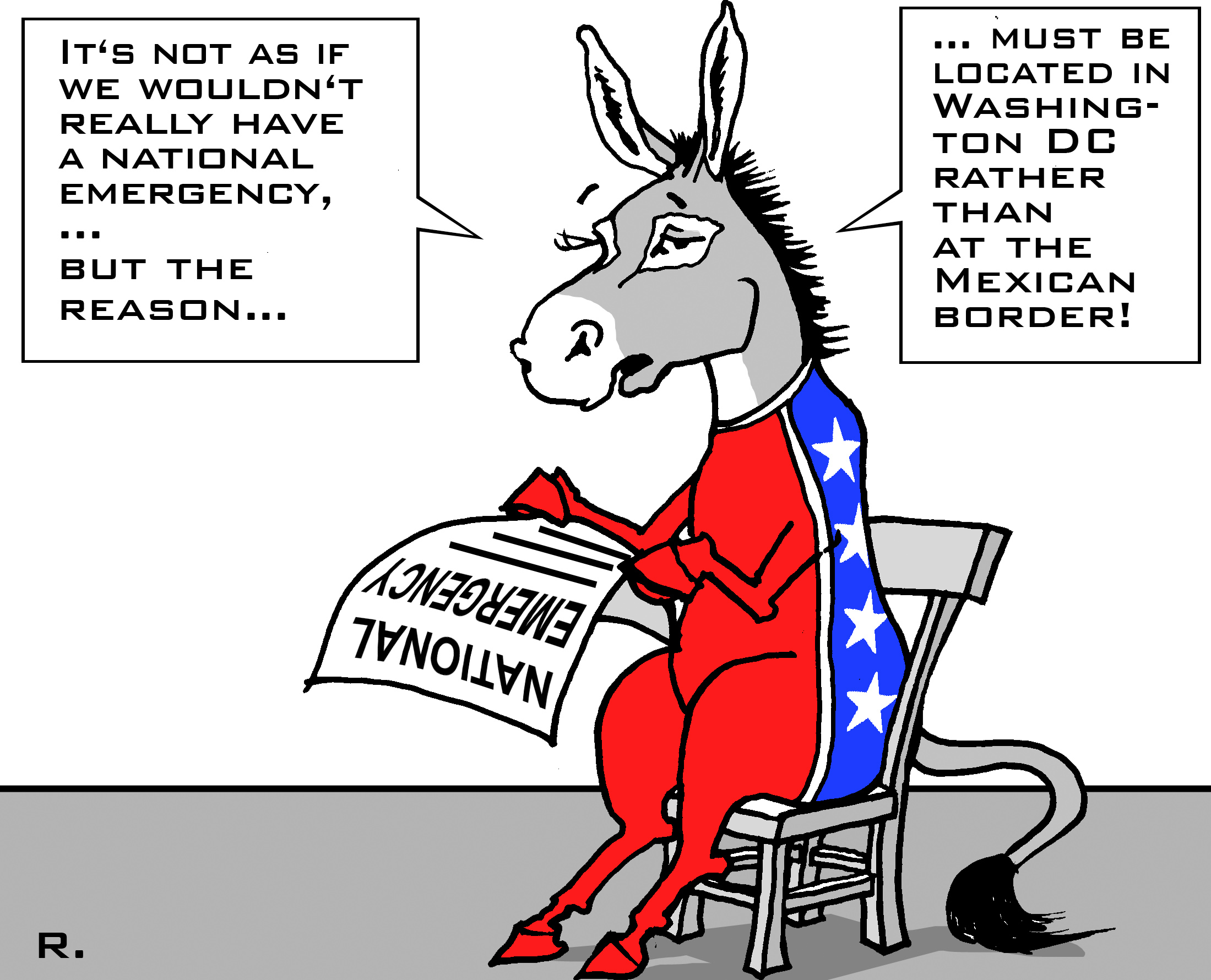
„National Emergency“, Tiroler Tageszeitung, 23. Februar 2019